# タイサッカー協会
タイサッカー協会（タイサッカーきょうかい、英: Football Association of Thailand）、全称は王陛下の後援の下でタイサッカー協会（おうへいかのこうえんタイサッカーきょうかい、タイ語: สมาคมฟุตบอลแห่งประเทศไทย ในพระบรมราชูปถัมภ์)は、タイにおけるサッカー協会である。本部は首都であるバンコクに置かれる。
主にタイ・リーグの運営や、サッカータイ代表などの組織を行っている。

## 運営
- タイ・リーグ1
- タイ・リーグ2
- タイ・リーグ3
- タイランド・アマチュアリーグ
- タイ・ウィメンズ・リーグ
- タイFAカップ
- タイ・リーグカップ

## 組織
- サッカータイ王国代表
- U-23サッカータイ王国代表
- U-17サッカータイ王国代表
- サッカータイ王国女子代表
- フットサルタイ王国代表